# Superammasso del Sestante
Il Superammasso del Sestante (SCl 088) è un superammasso di galassie situato nella omonima costellazione alla distanza di 365 milioni di parsec dalla Terra (circa 1,19 miliardi di anni luce. Si stima una lunghezza di circa 35 milioni di parsec.
Tra i componenti del superammasso si annoverano gli ammassi di galassie Abell 970, Abell 978, Abell 979, Abell 993.